# Nikopolis
Nikopolis (Grčki: Νικόπολις, translit. Nikópolis, lit. "Grad Pobede") bio je glavni grad rimske province Epirus Vetus. Bio je pozicioniran na zapadnom delu današnje države Grčke. Grad je pronađen 29. PNE od strane Cezara Avgusta.

## Literatura
- Parts of this page are translated from the French version of this topic.

## Spoljašnje veze
- Медији везани за чланак Nikopolis на Викимедијиној остави
- Preveza Weather Station SV6GMQ – Live Weather Conditions (in English and Greek)